# Sahmura
Sahmura는 말레이시아의 팝 가수 시티 누르할리자의 여섯 번째 정규 앨범이다. 2000년 1월 1일 수리아 레코드를 통해 발매되었으며, 5만 장 이상의 판매량을 기록했다.

## 앨범 개요
시티의 여섯 번째 정규 앨범이자, 두 번째 전통음악 앨범이다.
새천년을 기원하는 뜻에서 2000년 1월 1일 오전 0시 0분에 발매되었으며, 또한 말레이시아를 상징하는 뜻에서 전통음악 앨범을 제작했다고 한다. <Balqis>, <Ya Maulai>, <Mahligai Permata>는 싱글로 발매되었다.

## 수록곡
- Balqis
- Joget Kasih Tak Sudah
- Ya Maulai
- Pawana Sampaikan Salam
- Mahligai Permata
- Masri Manis
- Berpantun Kasih
- Zapin Cinta Asmara
- Canggai
- Keroncong Si Endang Endong

## 특징
- 1번 트랙 <Balqis>, 3번 트랙 <Ya Maulai>, 5번 트랙 <Mahligai Permata>는 싱글로 발매되었다.